# لندن (کالیفرنیا)
لندن (به انگلیسی: London) یک منطقهٔ مسکونی در ایالات متحده آمریکا است که در شهرستان تولار، کالیفرنیا واقع شده‌است. لندن ۱٫۶۳۰ کیلومتر مربع مساحت و ۱٬۸۶۹ نفر جمعیت دارد و ۹۱ متر بالاتر از سطح دریا واقع شده‌است.